# Präsidentschaftswahl in Island 2012

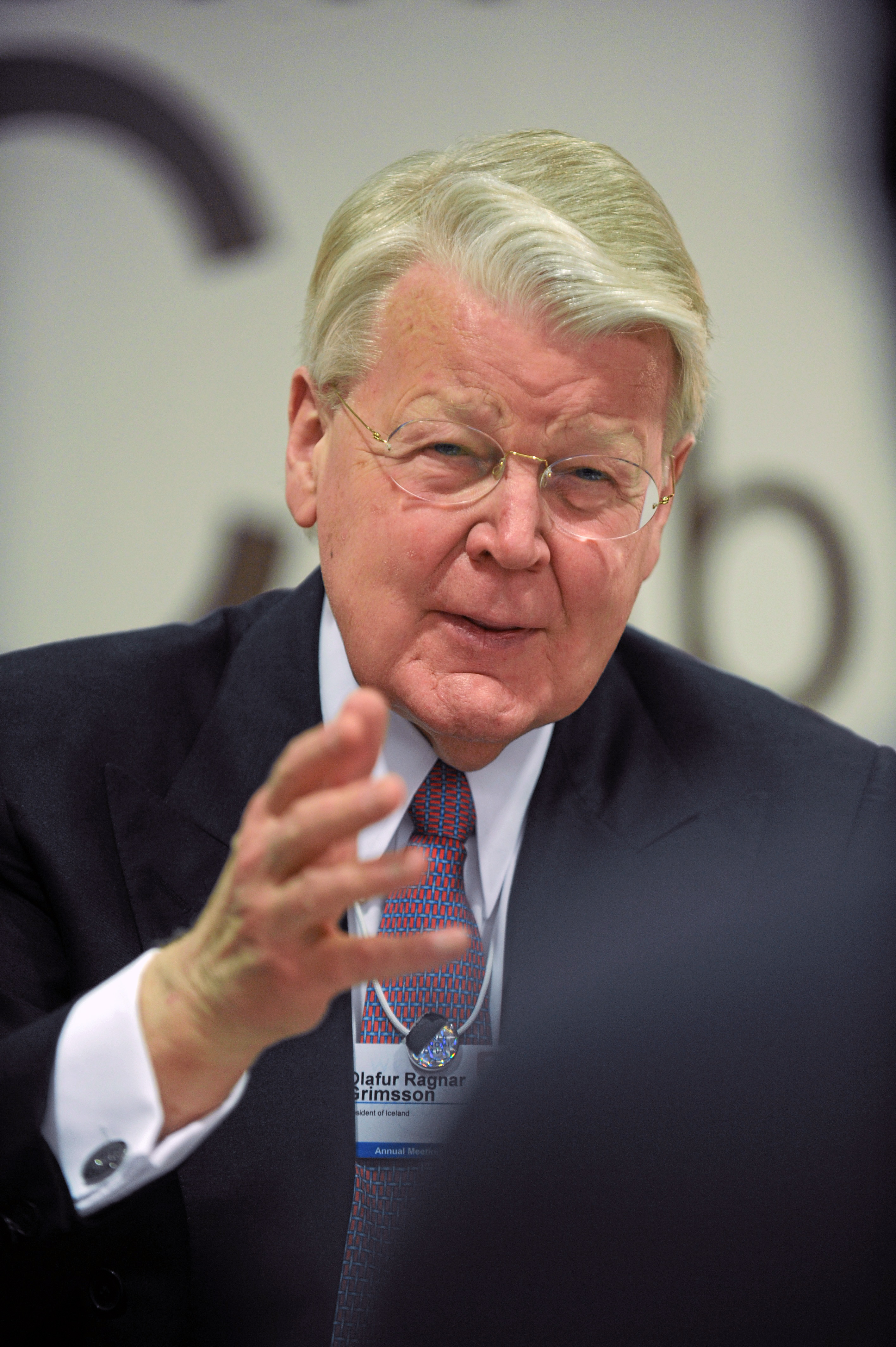
Ólafur Ragnar Grímsson, 2011

Die Präsidentschaftswahl in Island 2012 wurde am 30. Juni 2012 abgehalten. Das isländische Staatsoberhaupt wird für einen Zeitraum von vier Jahren gewählt. Sechs Kandidaten traten zur Wahl an. Der Amtsinhaber Ólafur Ragnar Grímsson wurde mit einer Mehrheit von 52,8 % der Stimmen wiedergewählt.

## Kandidaten
Der Amtsinhaber Ólafur Ragnar Grímsson, der seit 1996 im Amt war und in seiner vierten Präsidentschaft stand, deutete in seiner Neujahrsansprache 2012 an, dass er sich größere Freiheit für sich und seine Aktivitäten wünsche, ohne die Belastung einer Präsidentschaft. Zugleich vermied er eine konkrete Aussage, ob er erneut antreten wolle oder nicht. In der Folge gab es Spekulationen über einen möglichen Amtsverzicht Ólafurs. Nachdem 30.000 Isländer eine Petition zur Unterstützung Ólafurs unterschrieben hatten, gab dieser Anfang März 2012 seine erneute Kandidatur bekannt.
Gute Umfragewerte erreichte während des Sommers Þóra Arnórsdóttir. Sie arbeitet als Nachrichtenredakteurin beim Isländischen Rundfunk (Ríkisútvarpið), lebt mit Svavar Halldórsson zusammen und ist Mutter dreier Kinder.
Die anderen Kandidaten waren Ari Trausti Guðmundsson, die Jura-Professorin Herdís Þorgeirsdóttir, Andrea Jóhanna Ólafsdóttir, Vorsitzende von Hagsmunasamtök heimilanna (Koalition der Hausbesitzer), und der Geograf Hannes Bjarnason.
Seine Kandidatur hatte auch Ástþór Magnússon angekündigt. Es wäre nach 1996 und 2004 dessen dritte Kandidatur gewesen. Wie im Jahr 2000 wurde er auch 2012 nicht zur Wahl zugelassen.

## Umfragen
| Name                    | 11.–12. April | 26. April | 10.–15. Mai | 8.–18. Mai | 23.–24. Mai | 1.–5. Juni | 14.–20. Juni | 22.–26. Juni | 25.–26. Juni |
| ----------------------- | ------------- | --------- | ----------- | ---------- | ----------- | ---------- | ------------ | ------------ | ------------ |
| Andrea Ólafsdóttir      | -             | -         | -           | 3,8 %      | 2,7 %       | 2,1 %      | 1,6 %        | 2,5 %        | 1,7 %        |
| Ari Trausti Guðmundsson | -             | 11,5 %    | 8,9 %       | 8,9 %      | 5,3 %       | 9,2 %      | 10,5 %       | 9,3 %        | 7,5 %        |
| Ástþór Magnússon        | 1,5 %         | 0,8 %     | 0,9 %       | 0,4 %      | 0,9 %       | -          | -            | -            | -            |
| Hannes Bjarnason        | 0,4 %         | 0,3 %     | 0,6 %       | 0,2 %      | 0 %         | 1,1 %      | 0,8 %        | 0,8 %        | 0,3 %        |
| Herdís Þorgeirsdóttir   | 2,9 %         | 3,0 %     | 1,3 %       | 2,6 %      | 1,3 %       | 2,6 %      | 5,3 %        | 3,4 %        | 2,6 %        |
| Jón Lárusson            | 1,2 %         | 0,6 %     | 1,0 %       | 0,1 %      | 1,2 %       | -          | -            | -            | -            |
| Ólafur Ragnar Grímsson  | 46,0 %        | 34,8 %    | 41,3 %      | 37,8 %     | 53,9 %      | 45,8 %     | 44,8 %       | 50,8 %       | 57,0 %       |
| Þóra Arnórsdóttir       | 46,5 %        | 49,0 %    | 43,4 %      | 46,2 %     | 35,3 %      | 39,3 %     | 37,0 %       | 33,6 %       | 30,8 %       |

## Ergebnis
Endergebnis:
| Kandidat                   | Ergebnis | Ergebnis |
| Kandidat                   | Stimmen  | Prozent  |
| -------------------------- | -------- | -------- |
| Ólafur Ragnar Grímsson     | 84.036   | 52,8     |
| Þóra Arnórsdóttir          | 52.795   | 33,2     |
| Ari Trausti Guðmundsson    | 13.762   | 8,6      |
| Herdís Þorgeirsdóttir      | 4.189    | 2,6      |
| Andrea Jóhanna Ólafsdóttir | 2.867    | 1,8      |
| Hannes Bjarnason           | 1.556    | 1,0      |
| Summe                      | 159.205  | 100,0    |

Die Wahlbeteiligung betrug bei 163.251 abgegebenen Stimmen 69,3 Prozent. Das war die zweitniedrigste Mobilisierung in der Geschichte isländischer Präsidentschaftswahlen.